# Piotr Semiónov-Tian-Xanski

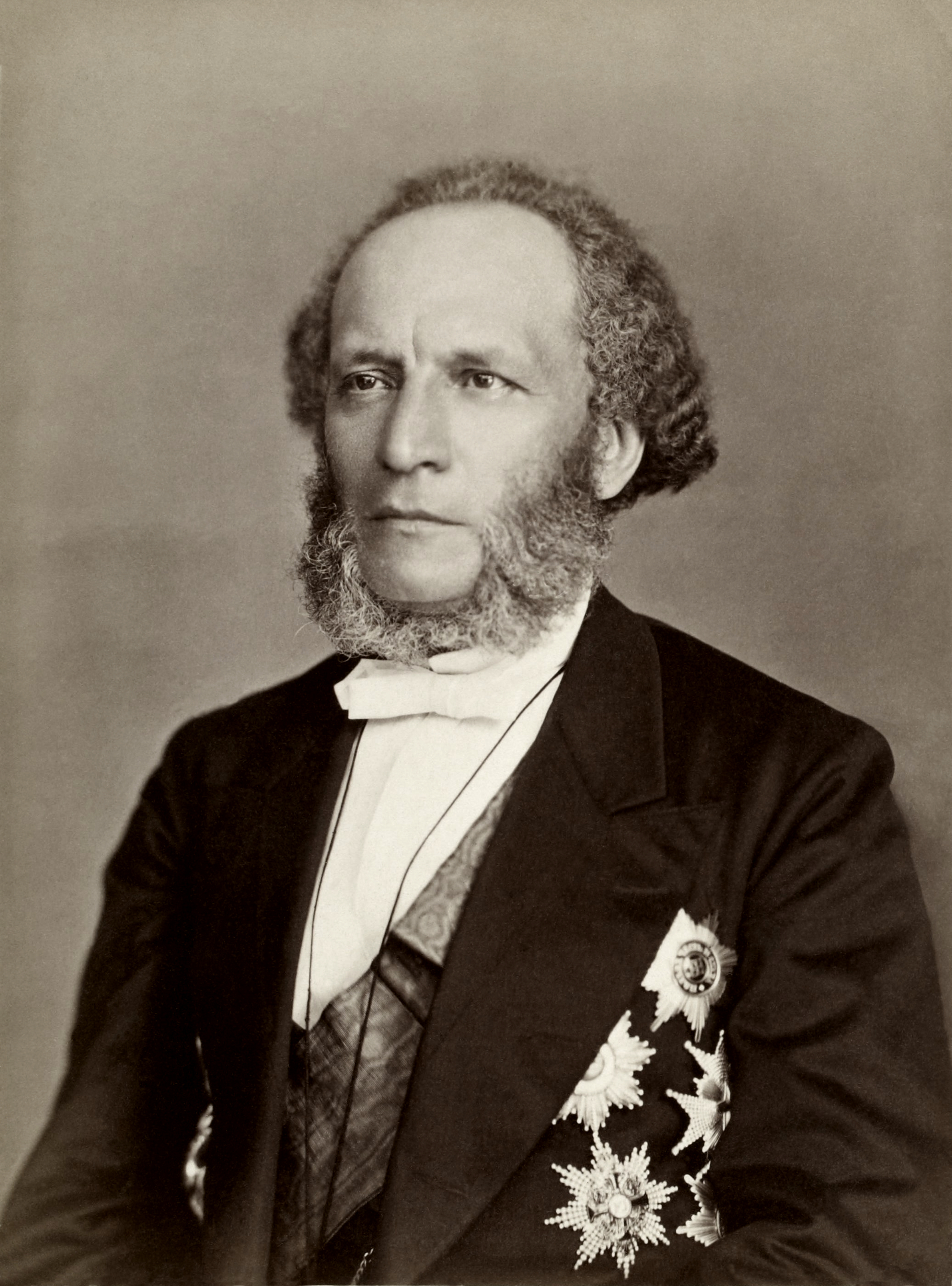
Fotografia de la dècada dels 1870

Piotr (Petr) Petrovitx Semiónov (Semenov)-Tian-Xanski (en rus: Пётр Петрович Семёнов-Тян-Шанский), (2 de gener de 1827 - 26 de febrer de 1914) fou un geògraf i estadístic rus que va dirigir la Societat Geogràfica Russa durant més de 40 anys.
Piotr Semenov havia nascut en una família noble, i estudià a la Universitat de Sant Petersburg. Juntament amb Fiódor Dostoievski assistia a les reunions del "Cercle Petrashevsky" (un grup de reunió de discussió literària promogut per intel·lectuals progressistes de St. Petersburg). Durant els 1850 va anar a estudiar geografia a Berlín sota Alexander Humboldt i Karl Ritter, els textos dels quals va traduir al rus.
A suggeriment de Humboldt, Semenov va decidir d'explorar les desconegudes muntanyes de Tian Shan. Durant el 1856, va partir de Barnaül en la seva primera expedició, passant a través del Massís de l'Altai, i visitant l'Issik Kul. Durant el 1857 va tornar cap a Tian Shan, i va explorar l'interior de la serralada. Semenov fou el primer europeu a gaudir de la vista des de Tengri Tag, i el bonic i colossal cim de Khan Tengri.
Un dels seus descobriments més interessants va consistir a desmentir les primeres teories de Humboldt sobre l'origen suposadament volcànic de Tian Shan, en tant que en Semenov no va trobar cap prova d'activitat volcànica en aquestes muntanyes. L'any següent, va publicar la primera descripció sistemàtica de Tian Shan. La reputació d'aquesta obra fou tal, que mig segle més tard Nicolau II de Rússia va donar-li permís per afegir les paraules "Tian-Xanski" (és a dir, "de Tian Shan") al seu cognom.

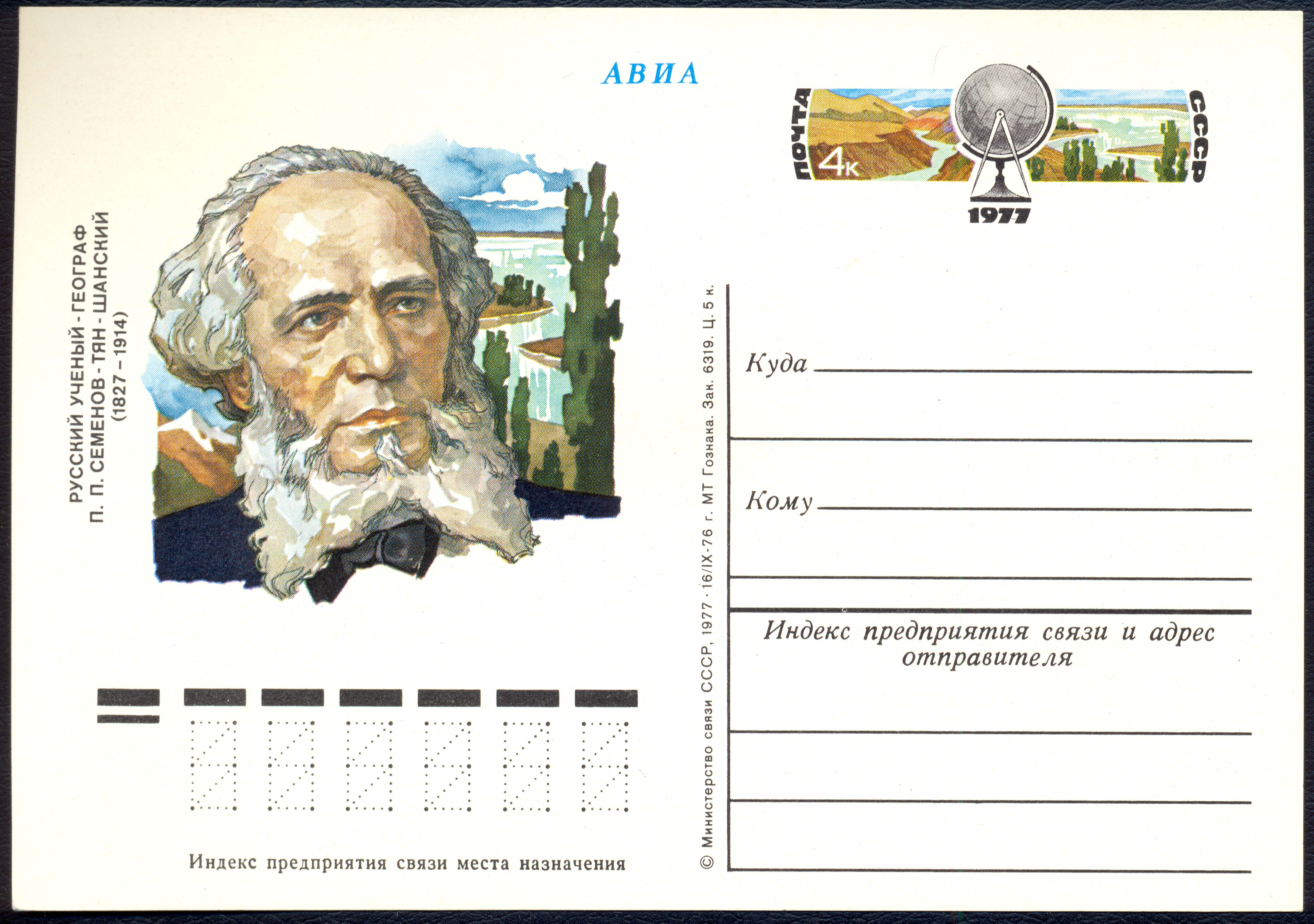
Postal soviètica de 1977 dedicada a Semiónov

Semenov es va interessar també per l'estadística i es va esforçar per l'avença d'aquesta disciplina a Rússia. Fou responsable del Comitè Central per l'Estadística entre 1864 i 1874, quan es va transformar en el Comitè d'Estadística del Ministeri de l'Interior, del qual en fou director fins al 1891. Fou principalment degut als seus esforços que es va poder fer, el 1897, el primer cens de l'Imperi Rus. El mateix any, fou nomenat membre del Consell d'Estat de l'Imperi Rus.
Durant les seves freqüents visites a Suïssa, Itàlia, i França, en Semenov — un home d'una fortuna considerable — va adquirir una col·lecció de pintura de mestres neerlandesos, que actualment pertany a l'Ermitage, museu on la donà el 1910. Tenia també una col·lecció d'insectes que vorejava els 700.000 espècimens. Semenov fou membre de 53 societats científiques i va dirigir la Societat Geogràfia Russa des de 1873 fins a la seva mort, fent servir la seva posició per impulsar l'exploració de l'Àsia, tasca a la qual impulsà Nikolai Przhevalsky i Pyotr Kozlov.
Les memòries de Semenov foren publicades després de la seva mort en quatre volums. Alguns dels seus descendents, com per exemple el seu fill Andrei Semiónov-Tian-Xanski, varen continuar la seva tasca i esdevingueren científics rellevants. 